# Dover Township (comté de Fayette, Iowa)
Pour les articles homonymes, voir Dover Township.
Dover Township est un township, du comté de Fayette en Iowa, aux États-Unis,. 